# Detained (film, 1924)
Pour l’article homonyme, voir Detained.

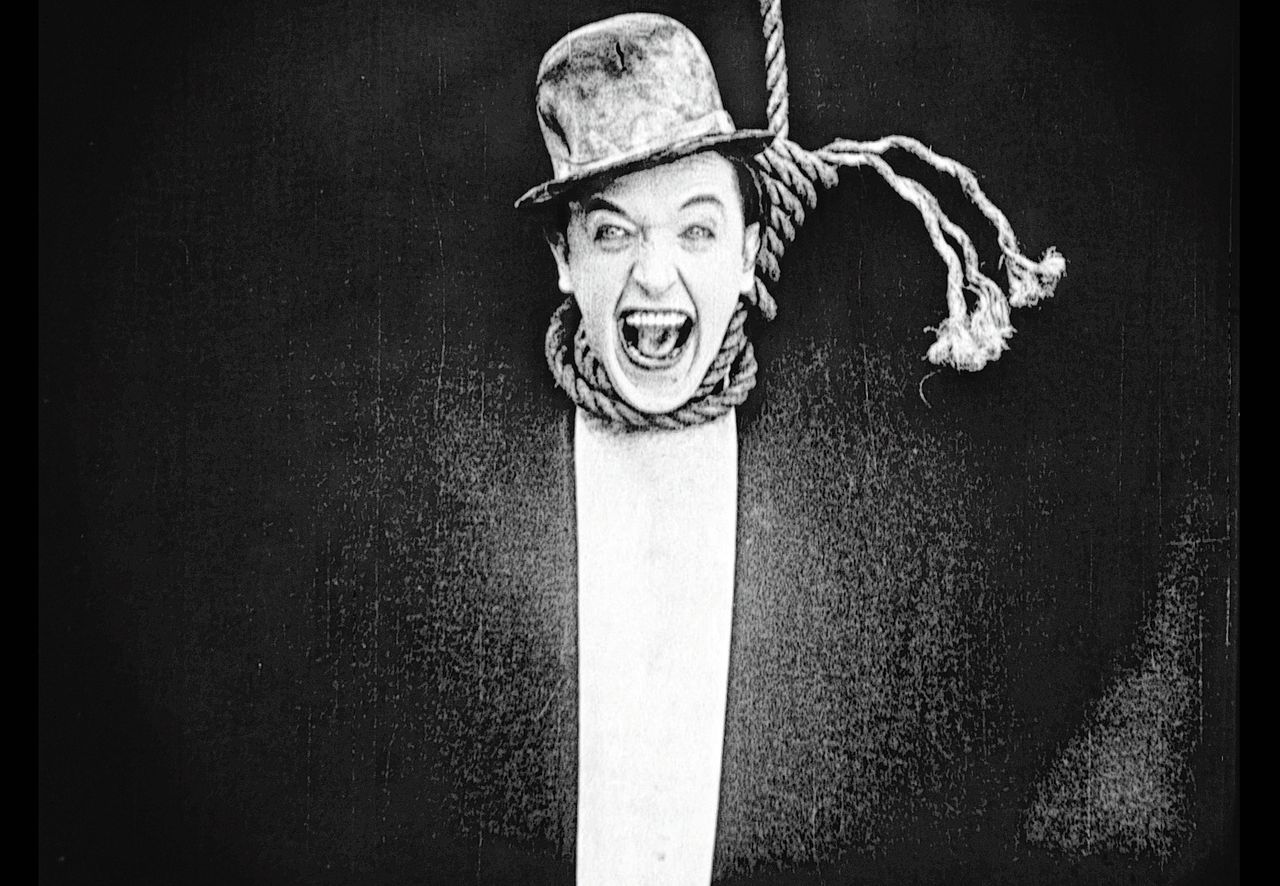
Stan Laurel dans la scène de la pendaison.

Detained est un film américain réalisé par Scott Pembroke et Joe Rock, sorti en 1924. Certaines scènes qui semblaient perdues ont été retrouvées dans des archives aux Pays-Bas.

## Synopsis
Un prisonnier évadé vole les vêtements civils d'un homme pour passer inaperçu. Un innocent se retrouve alors en uniforme rayé, est arrêté et mis en prison, tente de s'évader en creusant un tunnel, et risque d'être pendu. Il s'assoit par hasard sur une chaise électrique, mais le gardien n'arrive pas à la faire fonctionner et essaye de la réparer. Ils échangent leurs places et le gardien se retrouve eélectrocuté.

## Fiche technique
- Réalisation : Scott Pembroke et Joe Rock
- Titres : Tay Garnett
- Photographie : Edgar Lyons
- Producteur: Joe Rock
- Production : Stan Laurel Productions
- Genre : Comédie[3]
- Distributeur : Film Booking Offices of America (FBO)
- Durée : 20 minutes
- Date de sortie : 1er octobre 1924

## Distribution

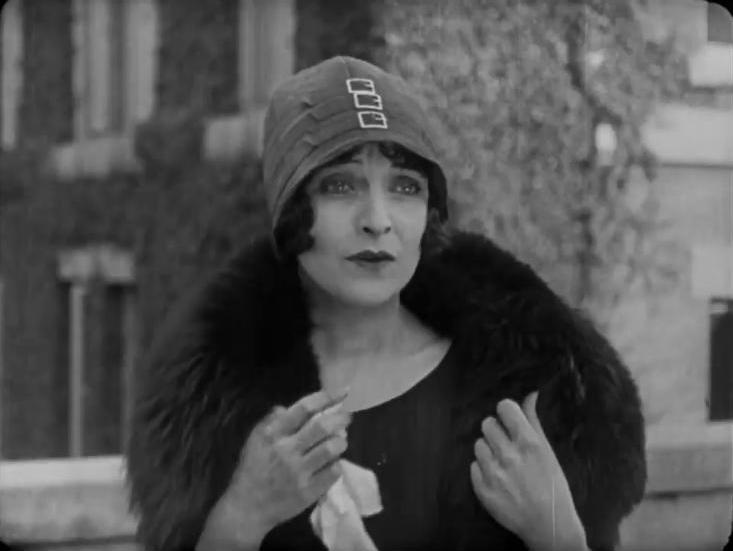
Julie Leonard dans Detained.

- Stan Laurel : un condamné
- Julie Leonard : la fille
- Agnes Ayres